# Loco Loco
«Loco Loco» — пісня сербської дівочої групи Hurricane. Пісня представляла Сербію на Євробаченні 2021 року в Роттердамі, Нідерланди.

## Євробачення

### Внутрішній відбір
17 грудня 2020 року РТС підтвердила, що Hurricane представлятиме Сербію на змаганнях 2021 року.

### На Євробаченні
17 листопада 2020 року було оголошено, що Сербія виступить у першій половині другого півфіналу конкурсу.